# Jermyn Street
Jermyn Street es una calle situada en el barrio de St James's de la Ciudad de Westminster en Londres, Reino Unido. Está al sur de Piccadilly y discurre en paralelo a ella. Es conocida por ser una calle en la que las tiendas están casi exclusivamente dirigidas al mercado de ropa de caballeros.

## Historia

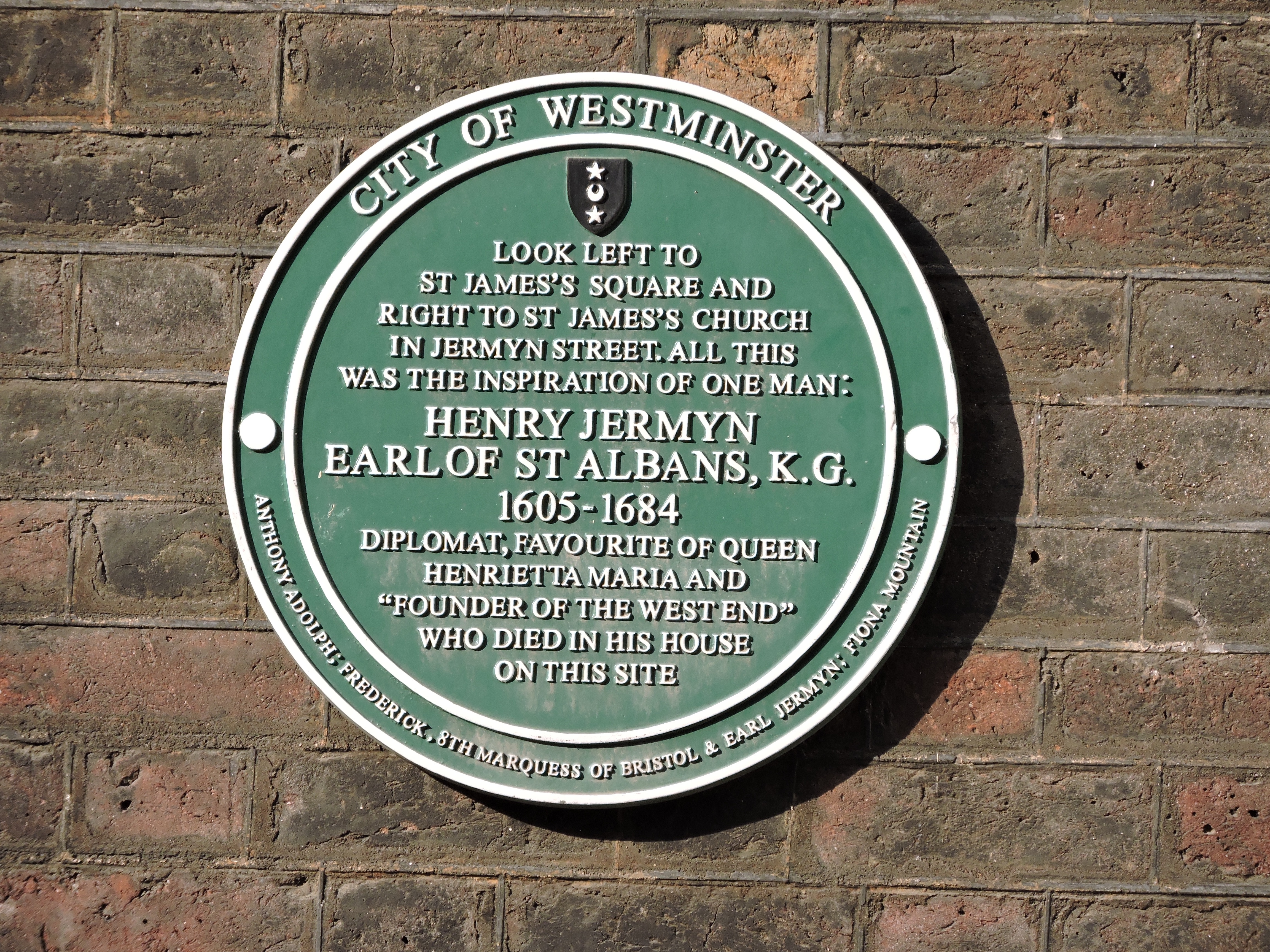
Placa verde de la Ciudad de Westminster dedicada a Henry Jermyn, conde de St Albans (1605-1684), situada en Duke of York Street.

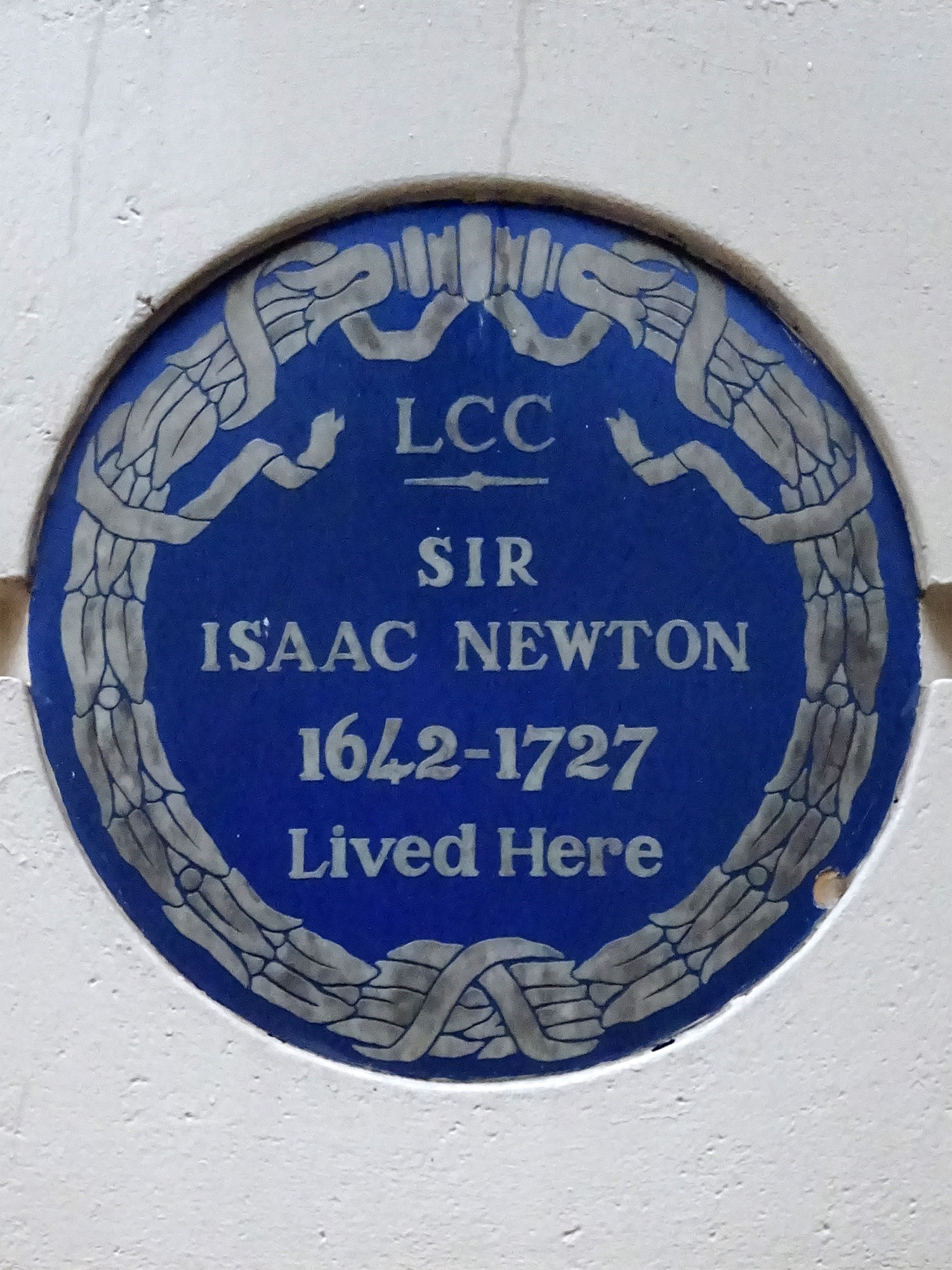
Placa verde de Sir Isaac Newton.

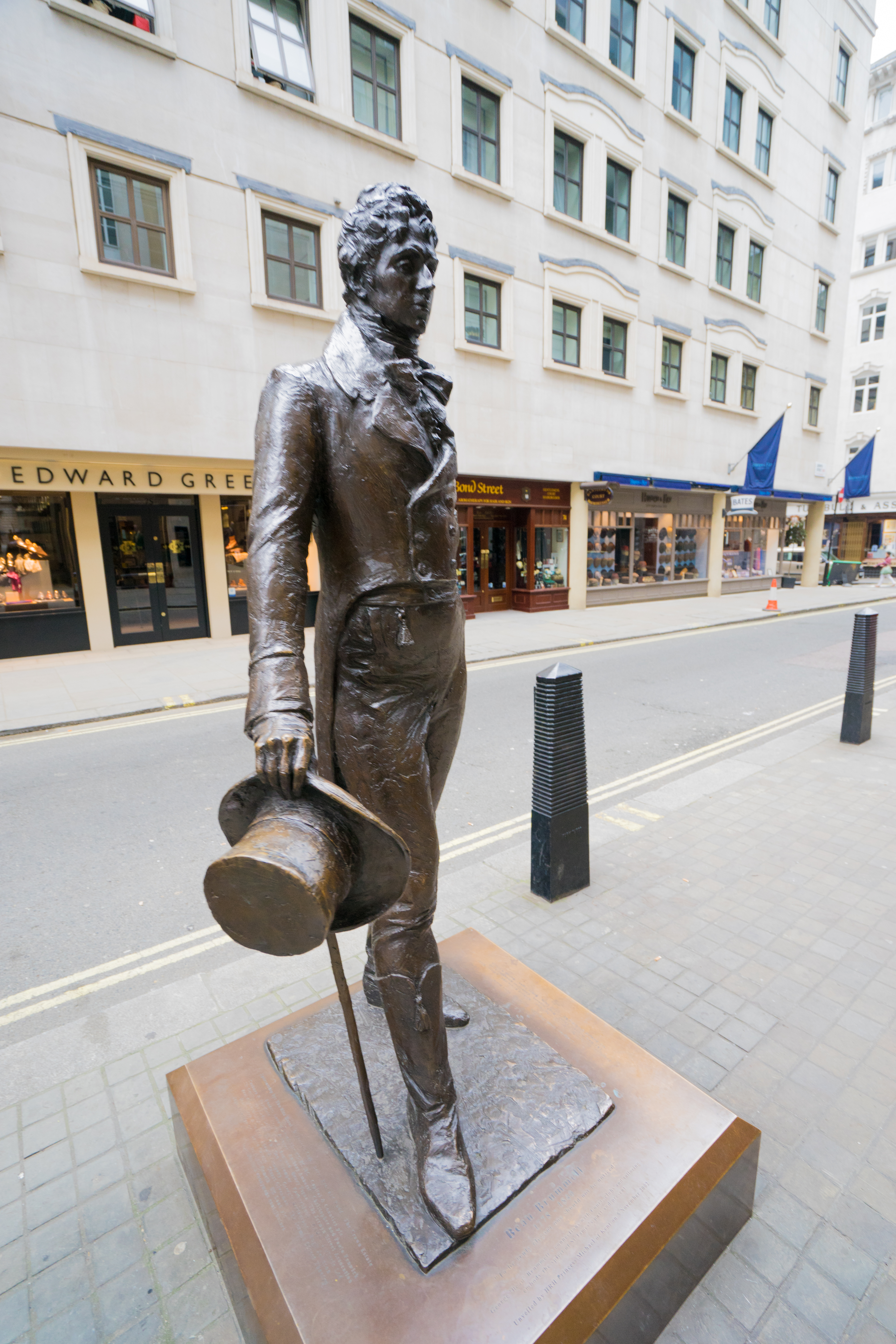
Una estatua de Beau Brummell en Jermyn Street.

Jermyn Street fue creada por Henry Jermyn, primer conde de St Albans, a quien debe su nombre, como parte de la urbanización de la zona de St James's del centro de Londres, en torno al año 1664. La calle apareció primero como Jarman Streete en los libros de impuestos de 1667 de St Martin's, donde aparecían 56 propiedades. En 1675 aparecían 108 propiedades.

## Residentes notables
Muchos sastres eran propietarios o todavía son propietarios de las casas de la calle y a menudo alquilaban habitaciones a otras personas. El 22 Jermyn Street, por ejemplo, fue antiguamente propiedad del comerciante de seda italiano Cesare Salvucci y de un sastre que alquilaba habitaciones a personas como el banquero Theodore Rothschild.
El duque de Marlborough vivió allí cuando era Coronel Churchill, al igual que Isaac Newton (en el número 88, entre 1696 y 1700, posteriormente se trasladó al número 87, donde vivió desde 1700 hasta 1709, tiempo durante el cual trabajó como Guardián de la Casa de la Moneda), el bandolero y boticario de mediados del siglo XVIII William Plunkett, la duquesa de Richmond, la condesa de Northumberland y el artista John Keyse Sherwin (en cuyas habitaciones la actriz Sarah Siddons posó para él en 1782 para su retrato como Eufrasia).
La Gun Tavern fue uno de los grandes centros para los extranjeros de gustos revolucionarios durante finales del siglo XVIII, mientras que el Grenier's Hotel era frecuentado por refugiados franceses. En el Brunswick Hotel, Luis Napoleón fijó su residencia bajo el nombre falso de Conde D'Arenberg tras escapar de su cautividad en el Castillo de Ham. Entre los residentes del siglo XX están el cantante de big band de los años treinta Al Bowlly (asesinado en su piso en la calle por una mina paracaídas en 1941 durante el Blitz).
Aunque no vivió allí, hay una estatua de Beau Brummell en la intersección de Jermyn Street con Piccadilly Arcade, que encarna su elegancia en el vestir. Aleister Crowley vivió en el número 93 durante la Segunda Guerra Mundial hasta el 1 de abril. Fue a través de Crowley que Nancy Cunard residió en un piso en Jermyn Street.

## Establecimientos
Las tiendas de Jermyn Street venden tradicionalmente camisas y otras prendas de caballeros, como sombreros, zapatos, brochas de afeitar, colonias, tirantes y ballenas. La calle es famosa por sus fabricantes de camisas como Turnbull & Asser, Hawes & Curtis, Thomas Pink, Harvie & Hudson, Charles Tyrwhitt y T. M. Lewin. Los fabricantes de ropa de caballeros Hackett y DAKS también se encuentran en Jermyn Street, así como los fabricantes de zapatos y botas John Lobb y Foster & Son. Varias otras tiendas relacionadas ocupan locales de la calle, como la marca de artículos de lujo para hombres Alfred Dunhill, que abrió su tienda en la esquina de Jermyn Street y Duke Street en 1907; los barberos Geo.F. Trumper y Taylor of Old Bond Street; y la tienda de cigarros Davidoff. Histórica, pero no solamente para caballeros, es la tienda de queso más antigua del Reino Unido, Paxton & Whitfield, en funcionamiento desde 1797. Floris, un perfumista de la calle, tiene vitrinas adquiridas directamente de la Gran Exposición de 1851.
Hay varias galerías de arte en Jermyn Street, incluida The Sladmore Gallery, que forman parte del St James's Art District. Entre los restaurantes de la calle está el histórico Wiltons, el antiguo Rowley’s Restaurant, el nuevo restaurante Fortnum and Mason y Franco’s. También están en la calle la discoteca Tramp y el Jermyn Street Theatre (el más pequeño del West End con tan solo setenta asientos).

## Monumentos clasificados
| Número            | Grado | Fecha catalogación       | Referencia |
| ----------------- | ----- | ------------------------ | ---------- |
| 14 & 15           | II    | 30 de mayo de 1972       | [ 10 ]     |
| 25                | II    | 30 de mayo de 1972       | [ 11 ]     |
| 30 Simpsons       | II*   | 14 de septiembre de 1970 | [ 12 ]     |
| 70-72             | II    | 14 de enero de 1970      | [ 13 ]     |
| 88                | II    | 4 de octubre de 1974     | [ 14 ]     |
| 89                | II    | 4 de octubre de 1974     | [ 15 ]     |
| 90                | II*   | 14 de enero de 1970      | [ 16 ]     |
| 93                | II    | 1 de diciembre de 1987   | [ 17 ]     |
| 94                | II    | 30 de enero de 1987      | [ 18 ]     |
| 95                | II    | 1 de diciembre de 1987   | [ 19 ]     |
| 96                | II    | 1 de diciembre de 1987   | [ 20 ]     |
| 106               | II    | 1 de diciembre de 1987   | [ 21 ]     |
| 111 & 112         | II    | 14 de enero de 1970      | [ 22 ]     |
| Piccadilly Arcade | II    | 30 de mayo de 1972       | [ 23 ]     |

La mayor parte de los edificios de la calle aparecen en la Survey of London en el capítulo The Parish of St James Westminster Part 1 South of Piccadilly de los volúmenes 29 y 30, que se puede ver online. Nikolaus Pevsner escribió en The Buildings of England sobre el número 97: «el escaparate victoriano del número 97 es uno de los mejores de su época en el West End» y «el número 93 es otro buen ejemplo» (Paxton & Whitfield).